# Moritz Ludwig Frankenheim
Moritz Ludwig Frankenheim (Brunsvique, 29 de Junho de 1801 — Dresden, 14 de Janeiro de 1869) foi um físico alemão que desenvolveu trabalhos seminais sobre a estrutura dos materiais, em especial na área da cristalografia, incluindo a determinação das estruturas cristalinas básicas que estão na origem das redes de Bravais.

## Biografia
De origem judia, foi educado nos liceus de Wolfenbüttel e Braunschweig, doutorando-se na Universidade de Berlim em 1823.
Foi docente em Berlim (1826-27) e professor de física, geografia e matemática na Universidade de Breslau a partir de 1850.

## Obras selecionadas
- Dissertatio de Theoria Gasorum et Vaporum, Berlim, 1823;
- Populäre Astronomie, Braunschweig, 1827-29;
- De Crystallorum Cohäsione, Breslau, 1829;
- Die Lehre von der Cohäsion, Breslau, 1835;
- Krystallisation und Amorphie, Breslau, 1852;
- Zur Krystallkunde. I. Characteristiken der Krystalle, Leipzig, 1869.